# Patterson (New York)
Pour les articles homonymes, voir Patterson.
Patterson est une ville du comté de Putnam, dans l'État de New York, aux États-Unis,. En 2010, elle comptait une population de 12 023 habitants.

## Démographie
Lors du recensement de 2010, la ville comptait une population de 12 023 habitants, tandis qu'en 2016, elle est estimée à 11 909 habitants.